# Camponotus oertzeni
Camponotus oertzeni är en myrart som beskrevs av Auguste-Henri Forel 1889. Camponotus oertzeni ingår i släktet hästmyror, och familjen myror.

## Underarter
Arten delas in i följande underarter:
- C. o. andrius
- C. o. kappariensis
- C. o. oertzeni